# FKアヴァンガルト・クルスク
フトボリヌィイ・クループ・アヴァンガルト・クルスク（ロシア語: Футбольный клуб Авангард Курск）は、ロシアのクルスクをホームタウンとするサッカークラブである。

## 歴史
クラブは1958年に創設された。1958年から1965年までと1967年から1972年まではトルドヴィエ・レゼルヴィ、1966年はトルトの名前で活動し、1973年にアヴァンガルトに改称された。
2017年、プロフェッショナル・フットボールリーグ中央地域で優勝し、2010年に所属して以来となる2部リーグ昇格を果たした。

## 獲得タイトル
- ロシア・セカンドディビジョン：2回
  - 2009, 2016-17
- ロシア・サードディビジョン：1回
  - 1995

## 歴代所属選手
- アリベルト・ボルゼンコフ 1990-1991, 2007, 2008-2010